# Рімнерсваллен
Рімнерсваллен (швед. Rimnersvallen) — багатофункціональний стадіон у шведському місті Уддевалла, домашня арена футбольних клубів «ІК Уддевольд» та «Уддевалла ІС». Відкритий у 1923 році та неодноразово реконструйований з того часу. Максимальна місткість стадіону становить 12 000 глядацьких місць. Арена приймала один матч Чемпіонату світу з футболу 1958 року.

## Історія
20 квітня 1920 року було зібрано комітет для розробки проекту стадіону в місті Уддевалла. Будівництво стартувало наступного року, а вже в середині листопада 1922 розпочалося зведення трибун. Урочисте відкриття нового спортивного майданчика відбулося 5 травня 1923 року. Досить цікавою є історія назви стадіону: капітан Королівського Богусленського полку Гаральд Ниман вирішив увіковічити в назві стадіону когось із героїв нордичних саг і звернувся з цим питанням до відомого автора й редактора Теодора Стальгейма, який порадив йому використати ім'я лицаря Грімнера (швед. Hrimner). Капітану ця ідея припала до душі, тож він вирішив використати саме це ім'я, додавши до нього слово vallen. Так утворилася назва цього затишного стадіону, розміщеного в горах Богуслену.
Протягом більш ніж 30 років Рімнерсваллен не зазнавав значних змін і був капітально реконструйований лише напередодні Чемпіонату світу 1958 року. Розміри футбольного поля було підігнано до європейського стандарту 105x68 метрів, а також створено умови для занять на стадіоні легкою атлетикою. Єдиний матч Мундіалю 1958 відбувся на Рімнерсваллені 8 червня 1958 року між командами Бразилії та Австрії. Цей поєдинок закінчився розгромною перемогою бразильців з рахунком 3:0 та став найбільш популярним матчем за всі часи існування стадіону — гру відвідали 17 778 глядачів.
У 1995 році «ІК Уддевольд» став переможцем південної групи Дивізіону 1 чемпіонату Швеції та здобув право виступати в Аллсвенскан. Перед початком сезону 1996 на домашньому стадіоні клубу було проведено реконструкцію і всі матчі в найвищому дивізіоні команда відіграла саме тут. Рекорд відвідуваності під час матчів клубних команд було встановлено 1996 року в поєдинку між «ІК Уддевольд» і «Гетеборгом». За цією грою наживо спостерігали 10 605 глядачів. Рекорд міг би бути ще більшим, проте за словами очевидців декілька сотень людей не змогли пройти на арену та змушені були повертатися додому.
24 липня 2004 року в рамках святкування 100-річчя Шведського футбольного союзу на Рімнерсваллені відбувся матч між жіночими збірними Швеції та Норвегії, в якому норвежки здобули розгромну перемогу з рахунком 4:0.
Натепер стадіон вміщує близько 12 000 глядачів, лише 3 000 з яких мають змогу сидіти на індивідуальних пластикових сидіннях, інші ж місця — стоячі. Крім того, спортивний комплекс включає в себе бігову поверхню навколо футбольного поля, що складається з 6 бігових доріжок, а також сектори для стрибків у висоту та з жердиною, і яму для змагань з потрійного стрибка.